# ケナガマンモス
ケナガマンモス (Mammuthus primigenius) は哺乳綱長鼻目ゾウ科マンモス属の一種である。マンモス属を代表する種の一つであり、日本で「マンモス」と言えば通常は本種を指す。すべて絶滅したマンモス属でも最後まで生存した種類であり、ウランゲリ島の個体群は紀元前2000年前後まで生存していた。

## 呼称
英名（Woolly mammoth）からウーリーマンモスとも呼ばれ、マンモスゾウやプリミゲニウスゾウと表記されることもある。「マンモス」という言葉は少なくとも17世紀初頭から使われていたが、その由来はよく分かっていない。シベリアの少数民族（マンシ人）の言葉で「大地の角」を意味するmēmoŋtに由来するという説や、アラビア語で「巨大な獣」を意味する「mehemot」に由来するという説、エストニア語で「大地」を意味する「maa」、あるいは「モグラ」を意味する「mutt」に由来するという説などが唱えられている。

## 特徴

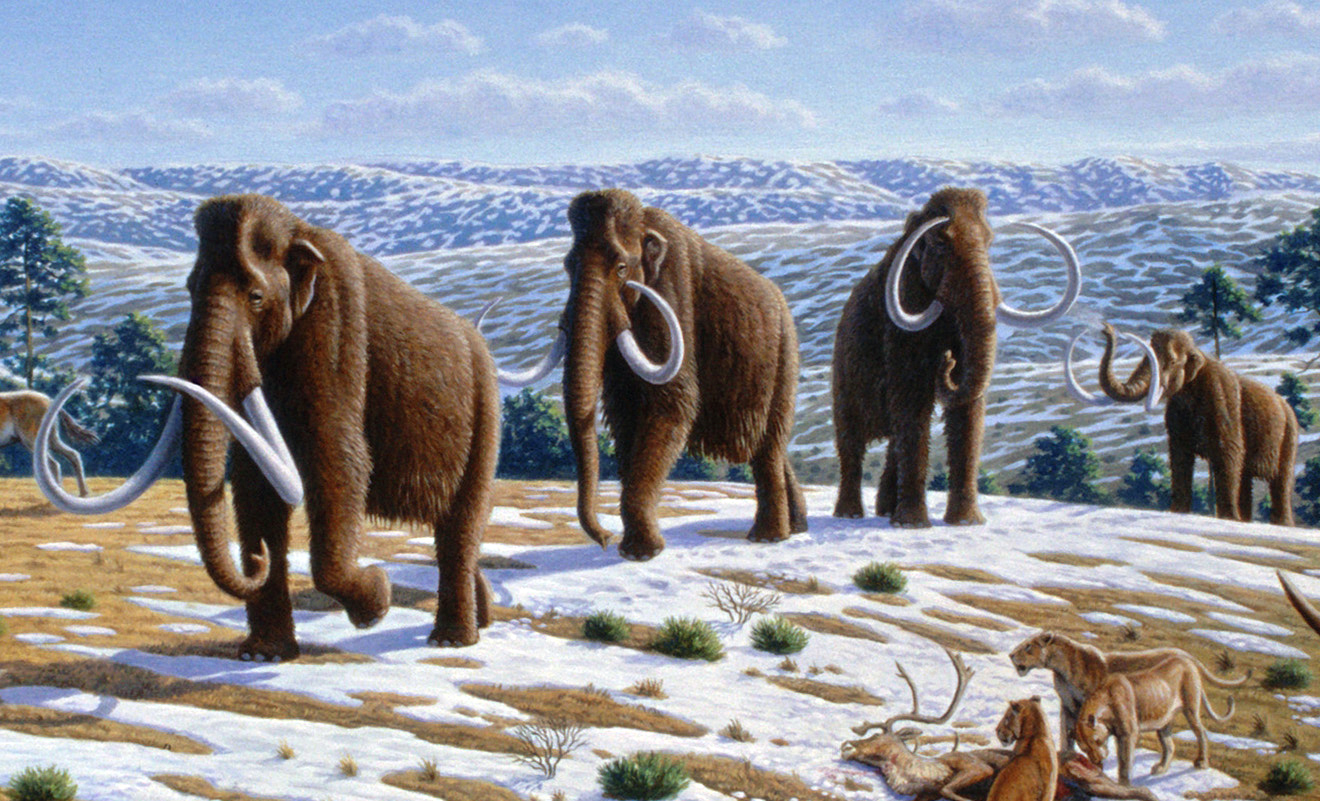
最終氷期のイベリア半島に生息していた生体の復元想像図。

後期更新世から前期完新世のマンモス・ステップの動物相（マンモス動物群）の代表格の一角であり、絶滅したメガファウナの中でも非常に知名度が高い種類である。
マンモス属としては中型であり、発達した毛皮が特徴の一つである。このようなトロゴンテリーゾウから受け継いだ寒冷地への適正によって繁栄を遂げたと考えられている。ステップなどの草原を好んでいたが、北海道での生息当時の花粉の化石を調査したことで、少なくとも一部のケナガマンモスが針葉樹林も利用していた可能性が示唆された。
ユーラシア大陸の広範囲（東は中国中部から朝鮮半島を含むシベリアと西は北西ヨーロッパやイベリア半島）や北海道（中央部以東、以北）、北アメリカ大陸に生息していた。北海道での分布・生息状況には不明な点が多く、ナウマンゾウと入れ替わりであったという説と同時期に共存していたとする説で二分化されている。同時期の北米大陸には近縁種のコロンビアマンモスや別の系統に属しているマストドンなどの他の長鼻目が生息していたが、コロンビアマンモスは温暖な地域に生息しマストドンは森林地帯に生息するなど生態上のニッチがケナガマンモスとは異なっていた。しかし、近年はケナガマンモスとコロンビアマンモスの交配種と思われる化石も見つかっており両者の間に交配が起きていたと考えられている。
なお、ケナガマンモスやコロンビアマンモスやサルデーニャマンモスの祖先種であり原種と考えられているトロゴンテリーゾウ（ステップマンモス/ムカシマンモス）は寒冷な地域に適応した最初のマンモス属の一種であったが、ヨーロッパにおいては後に進出してきた子孫であり亜種であるケナガマンモスとの交配などもあって、最終的に（人類や気候変動などの影響などと共に）ケナガマンモスに取って代わられたことが衰退に繋がった可能性がある。

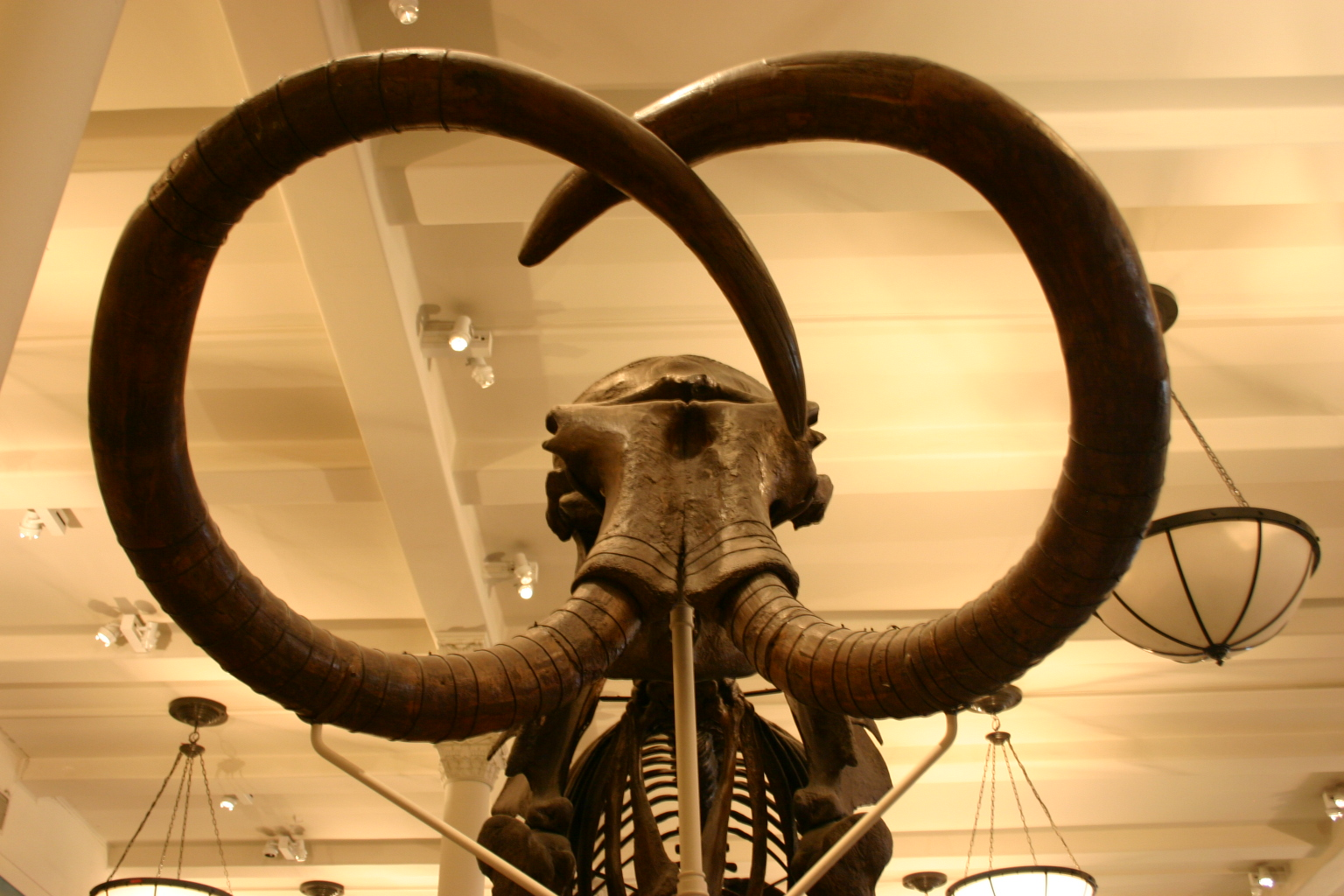
コロンビアマンモスとの間に発生した雑種と考えられている「ジェファーソンゾウ[11]」の頭蓋骨と象牙。この学名（M. jeffersoni）は以前はコロンビアマンモスのシノニムとして用いられていた。
マンモス属とアジアゾウの遺伝上の関連性を示す系統樹。ケナガマンモス、コロンビアマンモス、トロゴンテリーゾウに類似したシベリア系の種類などが含まれており、コロンビアマンモスとケナガマンモスの間に遺伝子流動が発生していたことを示している[12][13]。

## 研究史
ケナガマンモスを含む絶滅した様々なゾウの化石は古くからヨーロッパ人に知られていたが、それらは聖書の記述に基づいて、巨獣や巨人のような伝説の生き物の遺体として解釈されていた。18世紀に入るとアイルランドの収集家ハンス・スローンやフランスの博物学者ジョルジュ・キュヴィエらが「巨人の骨＝ゾウの骨」という認識を示し、1799年にドイツの動物学者ヨハン・フリードリヒ・ブルーメンバッハが「最初のゾウ」を意味する「Elephas primigenius」の学名を与えた。1828年、イギリスの解剖者ジョシュア・ブルックスは、自身の所有していたケナガマンモスの化石に「Mammuthus borealis」の学名を与えて発表した。
シベリアとカナダからは時折、軟体部が保存された標本が永久凍土から発掘されている。2008年からはマンモスの染色体DNAの大部分がマッピングされている。それ以降も、常態の良い毛の標本などから、保存状態の良い古代DNA（古代ゲノム）の復元が出来ている。
日本国内では2019年の時点で合計13点の発見例が存在しており、（ユーラシア大陸から海流によって死骸が運ばれたと考えられている）島根県温泉津町沖の日本海から発見された1点を除き、すべてが北海道での記録である。このため、ケナガマンモスがブラキストン線（津軽海峡）を突破して本州以南に到達したことを示す資料は存在しない。なお、推定される生息環境（植生）の違いから、以前はケナガマンモスと（津軽海峡を泳いで北海道に渡った可能性がある）ナウマンゾウは北海道では入れ替わりになっていたという説がより支持されていたが、2013年以降は当時の花粉の化石などの分析から両種が同時期に共存していた可能性も増加している。これは同時に、ケナガマンモスが針葉樹林にも生息していたことを示唆させる世界初の事例であった。また、祖先であり原種であるトロゴンテリーゾウよりも一般的な知名度は高いが、国内産の標本数ではトロゴンテリーゾウの方が豊富である。

## 絶滅

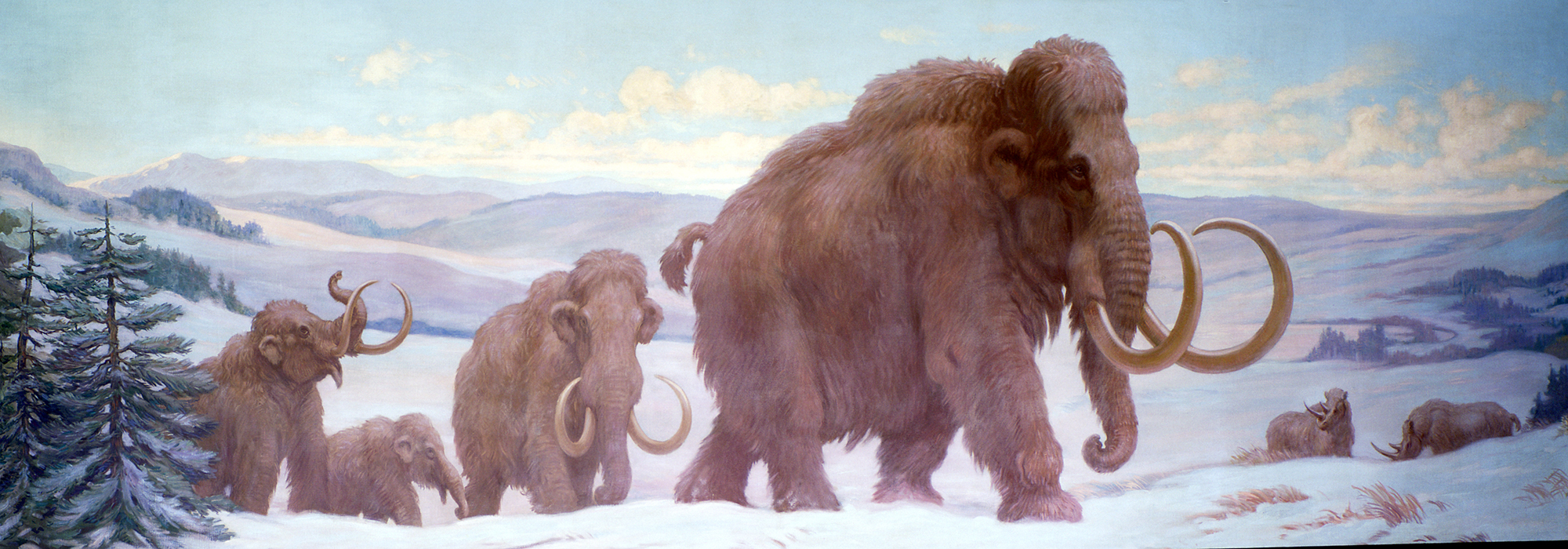
生体復元想像図。同じくヨハン・フリードリヒ・ブルーメンバッハによって記載されたケブカサイとは同じ場所から発見されることも多い。

ほとんどのケナガマンモスの個体群は、他の氷河期の主要生物と同様に後期更新世から前期完新世にかけて消滅した。この絶滅は約4万年前に始まり、14,000〜11,500年前にピークを迎えた「第四紀の大量絶滅」の一部を形成した。 生息地の収縮と生息数の減少を引き起こした主要な原因が人類による狩猟などの影響や気候変動であるのか、それとも両方が複合的に作用したのかについては研究者によって意見が分かれている。いずれにしても、メガファウナはより小型の動物相に比較すると総個体数が少なく繁殖速度が低いことから、一般的により生息環境の変化などに脆弱とされている。各地のケナガマンモスの個体群は徐々に減少していき、ほとんどの個体群は1万4000年から1万年前に地方絶滅を迎え、約9,650年前にシベリアのキテク半島に存在していた個体群を最後にユーラシア大陸からは姿を消した。アラスカのセントポール島に残存していた北米最後の個体群も紀元前3600年頃に絶滅した。最終的にはウランゲリ島に残っていた地球最後の個体群も紀元前2000年頃に絶滅し、本種は地球上から完全に姿を消した

### 生存説
ケナガマンモスの生存説は古くから主張されている。19世紀には、シベリアに暮らす少数民族によって「巨大な生物」の報告がロシア当局に何度か伝えられていたが、科学的な証拠はこれまでに浮上していなかった。1899年10月にはヘンリー・トゥケマンという人物がアラスカ州で射殺したマンモスの標本をスミソニアン協会へ寄付すると表明したが、博物館はその話を否定した。フランスの臨時代理大使M.ギャロンは、ウラジオストク滞在中の1920年にロシアの毛皮業者から聞いた話として、タイガの奥深くに巨大な毛深いゾウが生息しているということを1946年に書き残している。シベリアはその広大さからくまなく調査することは不可能であるため、ケナガマンモスが生き延びたと完全に排除することはできないが、これまでの研究から最も新しい個体群でも数千年前に絶滅したことが分かっている。生存説の大半はケナガマンモスの死体を目撃した先住民によって誇張され伝わったものだと考えられている。

## 著名な標本
| 名前               | 画像 | 発見地                                 | 発見年 | 生存年代（BP）  | 概要                                                                                     |
| ------------------ | ---- | -------------------------------------- | ------ | --------------- | ---------------------------------------------------------------------------------------- |
| アダムスマンモス   |      | シベリア、レナ川河口                   | 1799年 | 35,800±1200     | 最初に発見されたマンモスの全身骨格。骨の他、皮膚、体毛、生殖器などの軟体部が残っていた。 |
| ベレゾフカマンモス |      | シベリア、ベレゾフカ川                 | 1900年 | 44,000±3,500    | 頭部を除くほぼ全身の軟体部が残存。胃の内容物や固化した血液も回収された。                 |
| ディーマ           |      | シベリア北東部、キルギルヤーク川付近   | 1977年 | 41,000±900      | 最初に発見された幼年個体。                                                               |
| ユカギルマンモス   |      | シベリア、ユカギールの南東30km地点     | 2002年 | 18,560±50       | 鼻を除く頭部および左前足が完存。2005年日本国際博覧会のグローバル・ハウスで展示された。   |
| リューバ           |      | シベリア北東部、ヤマル半島のユリベイ川 | 2007年 | 41,700+700/-550 | マンモスの子供としては最も保存状態が良い。個別記事参照。                                 |
| ユカ               |      | シベリア、ユカギールの東30km地点       | 2010年 | 34,300+260/−240 | 体組織の95%が残存。2017年には特別展マンモスYUKAとして日本でも展示された。個別記事参照。  |

## 文化面
ヨーロッパにおいてはクロマニョン人、北米大陸ではクローヴィス人が狩猟の対象としていた。また、石器時代からマンモスの象牙による加工が行われており、採掘されたマンモスの象牙は現代でも彫刻に用いられている。
知名度に秀でた絶滅動物のため、古今東西の多くの作品に登場している。
映像作品
- ウォーキングwithビースト最終回で登場。ドキュメンタリー形式の本作では、本種の食事や喧嘩の様子が詳細に再現された。また天敵のホラアナライオンやネアンデルタール人との関係も強調された。

## 関連画像

5種のマンモスと人間の大きさ比較。 ケナガマンモスは赤色。
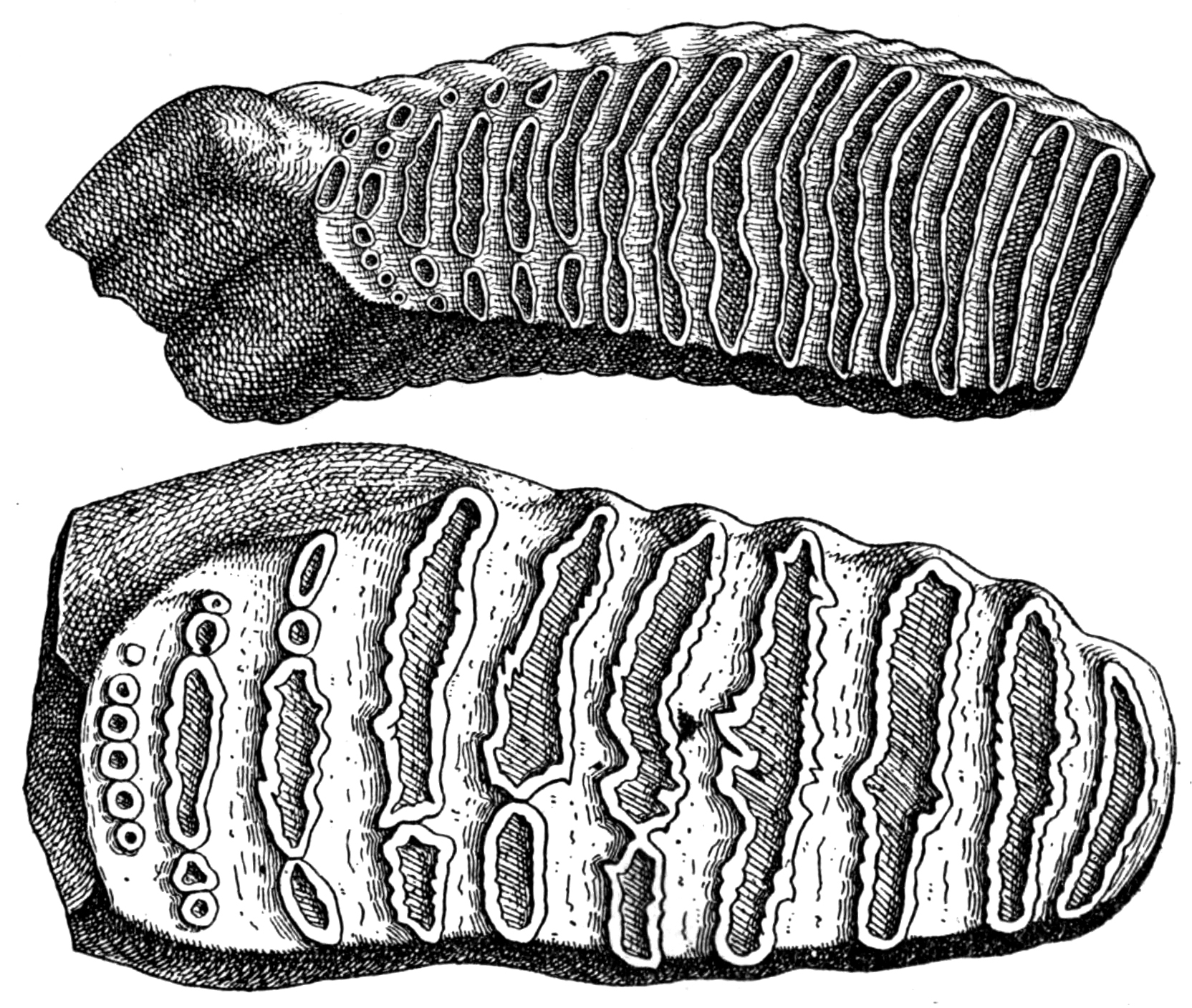
（上）ケナガマンモスの下顎臼歯。 （下）南方マンモスの下顎臼歯。
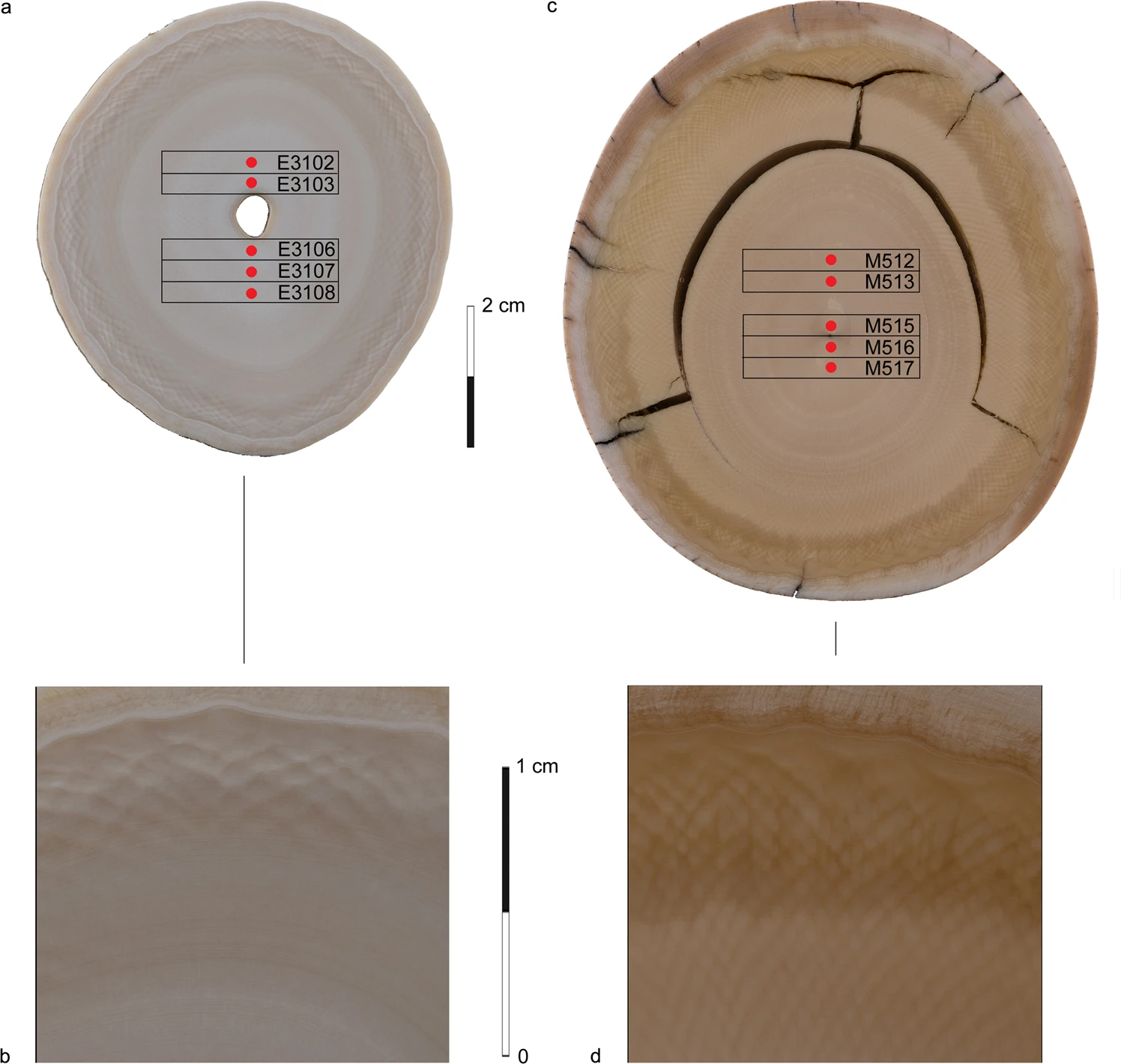
アフリカゾウとマンモスの牙の断面。年輪から年齢を推測される。
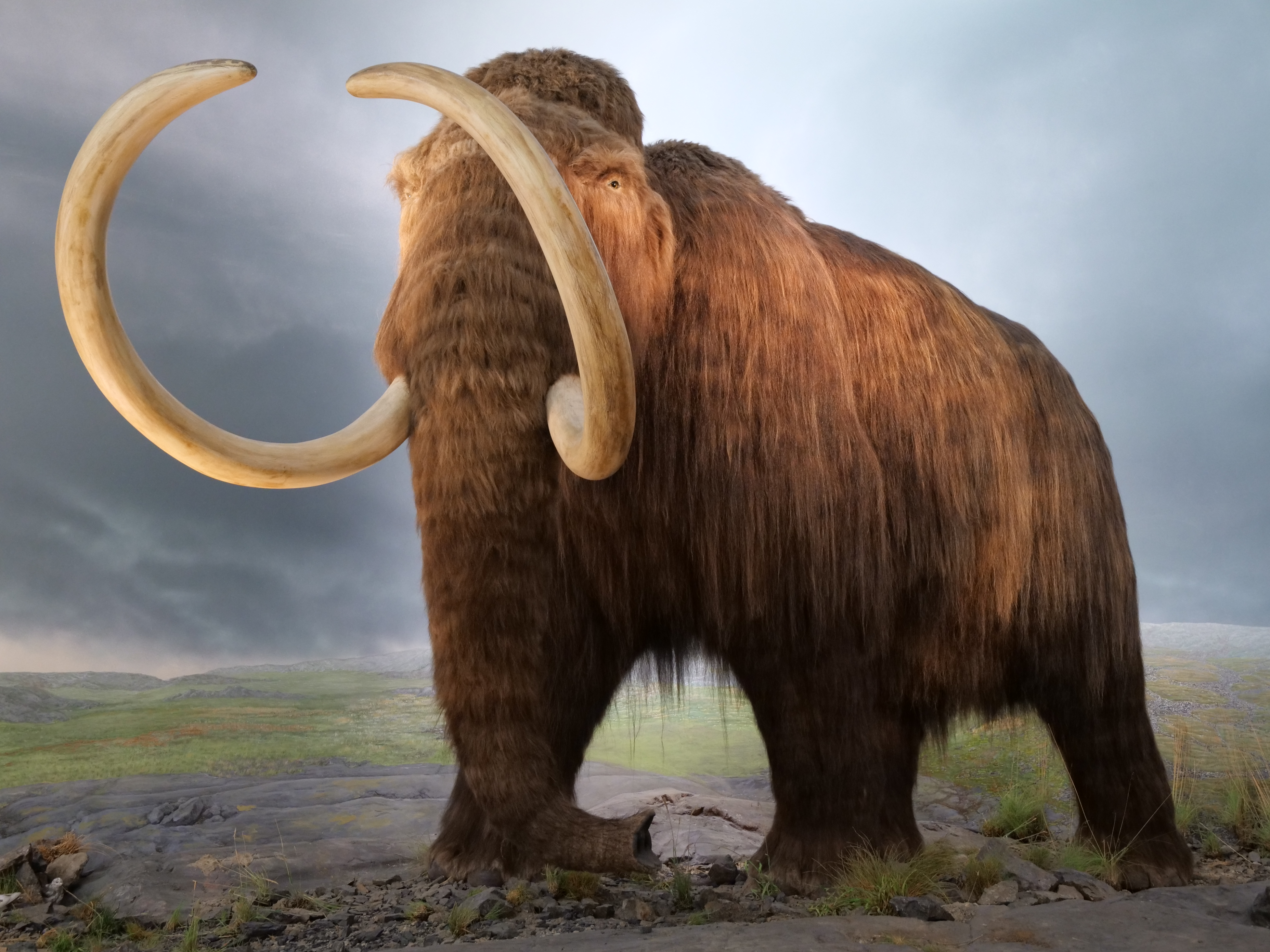
ロイヤルブリティッシュコロンビア博物館（英語版）に展示されている生体復元模型。